# NGC 3411
NGC 3411 este o brightest cluster galaxy⁠(d) situată în constelația Hidra. A fost descoperită în 25 martie 1786 de către William Herschel. Se află la o distanță de 66,68 de megaparseci de Pământ.